# Hemibagrus caveatus
Hemibagrus caveatus es una especie de pez de la familia Bagridae en el orden de los Siluriformes.

## Distribución geográfica
Se encuentran en Indonesia.